# Neohyssura spinicauda
Neohyssura spinicauda là một loài chân đều trong họ Hyssuridae. Loài này được Walker miêu tả khoa học năm 1901.